# Cryptocephalus quadriguttatus
Cryptocephalus quadriguttatus is een keversoort uit de familie bladkevers (Chrysomelidae). De wetenschappelijke naam van de soort werd in 1820 gepubliceerd door Richter.